# John Rankin (Abolitionist)
John Rankin (* 5. Februar 1793; † 18. März 1886) war ein amerikanischer presbyterianischer Geistlicher, Erzieher und Abolitionist. Nachdem er 1822 nach Ripley, Ohio, gezogen war, wurde er als einer der ersten und aktivsten „Schaffner“ der Underground Railroad in Ohio bekannt. Die prominenten Abolitionisten  William Lloyd Garrison, Theodore Weld, Henry Ward Beecher und Harriet Beecher Stowe wurden von Rankins Schriften und seiner Arbeit in der Anti-Sklaverei-Bewegung beeinflusst.

## Schriften
- A remedy for universalism. A comprehensive defence of the doctrine of future and endless punishment. Cincinnati 1811.
- Letters on slavery, addressed to Mr. Thomas Rankin, merchant at Middlebrook, Augusta County, Virginia. Ripley 1826.
- A sermon on the divinity of the Savior. West Union 1830.
- mit James A. Thome: Report of the first anniversary of the Ohio Anti-slavery Society, held near Granville, on the twenty-seventh and twenty-eighth of April, 1836. Ohio Anti-Slavery Society, Cincinnati 1836.
- An address to the churches in relation to slavery, delivered at the first aniversary [sic] of the Ohio State Anti-slavery Society. Ohio Anti-Slavery Society, Medina 1836.
- Abolitionist. The life of Rev. John Rankin. Appalachian Press, Huntington 1978 (Autobiographie).